# Feelin’ So Good
A Feelin’ So Good Jennifer Lopez negyedik kislemeze első albumáról, az On the 6-ről, melyben nemcsak ő, hanem Big Pun és Fat Joe is közreműködik.

## A kislemez dalai

### USA: kislemez
1. Feelin’ So Good (Thunderpuss Radio Mix) – 4:32
2. Feelin’ So Good (ft. Big Pun & Fat Joe) – 5:26

### USA: MAXI kislemez
1. Feelin’ So Good (ft. Big Pun & Fat Joe)
2. Feelin’ So Good (Bad Boy Single Mix ft. Big Pun & Fat Joe)
3. Feelin’ So Good (Thunderpuss Radio Mix)
4. Feelin’ So Good (HQ2 Radio Mix)
5. Feelin’ So Good (Matt & Vito's Club Mix)
6. Feelin’ So Good (HQ2 Club Mix)
7. Feelin’ So Good (Thunderpuss Club Mix)
8. Feelin’ So Good (Bad Boy Mix ft. Sean Combs & G. Dep)

## Helyezések
| Országok                             | Csúcspozició |
| ------------------------------------ | ------------ |
| Ausztrál kislemezlista               | 20           |
| Belga kislemezlista (Flandria)       | 42           |
| Belga kislemezlista (Vallónia)       | 24           |
| Kanadai kislemezlista                | 7            |
| Holland kislemezlista                | 30           |
| Német kislemezlista                  | 39           |
| Új-Zélandi kislemezlista             | 11           |
| Svéd kislemezlista                   | 58           |
| Svájci kislemezlista                 | 22           |
| Brit kislemezlista                   | 15           |
| U.S. Billboard Hot 100               | 51           |
| U.S. Billboard Hot R&B/Hip-Hop Songs | 44           |
| U.S. Billboard Hot Dance Club Play   | 1            |

### Minősítések
| Ország     | Tanusitó | Minősítés | Értékesítés |
| ---------- | -------- | --------- | ----------- |
| Ausztrália | ARIA     | Arany     | 35,000      |

## Fordítás
Ez a szócikk részben vagy egészben  a   Feelin’ So Good című angol Wikipédia-szócikk fordításán alapul.  Az eredeti cikk szerkesztőit annak laptörténete sorolja fel. Ez a jelzés csupán a megfogalmazás eredetét és a szerzői jogokat jelzi, nem szolgál a cikkben szereplő információk forrásmegjelöléseként.